# Fàbriques de Ferrándiz i Carbonell
Les fàbriques de Ferrándiz i Carbonell estan situades a la plaça Ferrándiz i Carbonell sense número, a la ciutat d'Alcoi (l'Alcoià), País Valencià. Són dos edificis industrials contigus d'estil modernista valencià construïts entre els anys 1909 i 1922, que van ser projectats per l'arquitecte Vicent Pascual Pastor.

## Fàbrica de Ferrándiz
La fàbrica de Ferrándiz és obra de l'arquitecte alcoià Vicent Pascual Pastor i va ser construïda l'any 1922. Estava dedicada a la fabricació de gèneres de punt. Va ser construïda a instàncies de l'industrial alcoià José Ferrándiz Belda.
Posseeix una decoració austera i funcional, pròpia de l'ús industrial pel qual va ser edificada. Destaca l'elaboració en pedra de tota la façana i els nombrosos i amplis finestrals, que aporten lluminositat a l'interior. En la rematada de l'edifici es pot observar una senzilla ornamentació modernista de tipus geomètric.
L'edifici va ser rehabilitat totalment l'any 1997 per la Universitat Politècnica de València per a l'ampliació del Campus d'Alcoi amb intervenció dels arquitectes José Vicente Jornet i Francisco Picó.Actualment s'imparteixen en ell diverses titulacions universitàries.

## Fàbrica de Carbonell
La fàbrica de Carbonell és obra de l'arquitecte alcoià Vicent Pascual Pastor i va ser construïda entre els anys 1909 i 1917. Estava dedicada a la fabricació de gèneres de punt. Va ser construïda a instàncies de l'industrial alcoià Enrique Carbonell Antolí.
L'edifici consta de planta baixa i tres altures, l'última d'elles afegida en la rehabilitació de l'any 2006. Posseeix una decoració austera i funcional, pròpia de l'ús industrial pel qual va ser edificada. Destaca l'elaboració en pedra de tota la façana i els nombrosos i amplis finestrals, que aporten lluminositat a l'interior. En la rematada de l'edifici es pot observar una senzilla ornamentació modernista de tipus geomètric.
L'edifici va ser rehabilitat totalment l'any 2006 per la Universitat Politècnica de València per a l'ampliació del Campus d'Alcoi amb intervenció dels arquitectes José Vicente Jornet i Francisco Picó. Sobre la teulada original es va alçar una planta addicional amb altell i façana acristalada per albergar la nova biblioteca del campus. Actualment s'imparteixen en ell diverses titulacions universitàries.